# Une famille imprévisible
 (octobre 2021).
 (septembre 2019).
Si vous disposez d'ouvrages ou d'articles de référence ou si vous connaissez des sites web de qualité traitant du thème abordé ici, merci de compléter l'article en donnant les références utiles à sa vérifiabilité et en les liant à la section « Notes et références ».

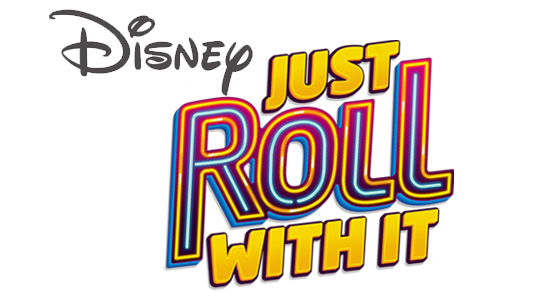

Une famille imprévisible (Just Roll with It) est une série télévisée américaine en 43 épisodes de 23 minutes créée par Adam Small et Trevor Moore et diffusée entre le 14 juin 2019 et le 14 mai 2021 sur Disney Channel.
En France, est diffusée à partir du 20 octobre 2019 sur Disney Channel France.

## Synopsis
La famille Bennett-Blatt se rassemble et apprend à bien vivre dans sa nouvelle vie, quelle que soit sa différence. Ils doivent également faire face à des obstacles insensés choisis par un public en studio.

## Distribution

### Acteurs principaux
- Ramon Reed (VFB : Émilie Guillaume) : Owen Blatt
- Kaylin Hayman (VFB : Élisabeth Guinand) : Blair Bennett
- Suzi Barrett (VFB : Esther Aflalo) : Rachel Bennett
- Tobie Windham (VFB : Nicolas Matthys) : Byron Blatt
- JC Currais (VFB : Olivier Prémel) : Gator

### Acteurs récurrents
- Michael Lanahan : M. Penworth
- Candace Kozak : Ruth

## Production
Le 24 octobre 2018, Disney Channel a annoncé qu'elle avait commandé la série télévisée familiale humoristique, composée de plusieurs caméras, composée de séries télévisées hybrides mêlant scènes scénarisées et improvisées. Adam Small et Trevor Moore sont les producteurs exécutifs. La série est une production de Kenwood TV Productions. La série devait être créée en été 2019.
Le 26 avril 2019, il a été annoncé que la série aurait un avant-goût spécial le 14 juin 2019, avant sa première officielle le 19 juin 2019.
Le 10 septembre 2019, il a été annoncé que Disney Channel renouvelait la série pour une deuxième saison et concluait un accord de développement global avec les créateurs de la série.
La production de la deuxième saison a commencé le 4 octobre 2019 et s'est terminée le 20 novembre 2020.
En France, le premier épisode est publié en avant-première sur la chaîne YouTube de Disney Channel France le 20 octobre 2019.

## Épisodes
| Saison | Saison | Épisodes | États-Unis   | États-Unis  |
| Saison | Saison | Épisodes | Début        | Fin         |
| ------ | ------ | -------- | ------------ | ----------- |
|        | 1      | 22       | 14 juin 2019 | 8 mars 2020 |
|        | 2      | 21       | 15 mars 2020 | 14 mai 2021 |

### Saison 1 (2019-2020)
| No | #  | Titre français                         | Titre original                               | Diffusion originale | Code prod. |
| -- | -- | -------------------------------------- | -------------------------------------------- | ------------------- | ---------- |
| 1  | 1  | La journée des métiers                 | Career Day Catastrophe                       | 14 juin 2019        | 101        |
| 2  | 2  | La guerre des anniversaires            | The Birthday War                             | 19 juin 2019        | 102        |
| 3  | 3  | Blair est punie                        | Blair Gets Grounded                          | 26 juin 2019        | 104        |
| 4  | 4  | Une remise de médaille ? Non merci     | No Thank You for Your Service                | 3 juillet 2019      | 106        |
| 5  | 5  | La soirée de la peur                   | Date Fright                                  | 10 juillet 2019     | 103        |
| 6  | 6  | Tournoi de karaté                      | Karate Wars IV: Dawn of the Karate Wars      | 17 juillet 2019     | 109        |
| 7  | 7  | L'ascenseur                            | The Elevator                                 | 24 juillet 2019     | 108        |
| 8  | 8  | T.D.D: Toilette de demain              | Bringing Up Toilet                           | 13 septembre 2019   | 115        |
| 9  | 9  | Nuisance Générale                      | General Nuisance                             | 20 septembre 2019   | 113        |
| 10 | 10 | Plus Gator qui font cinq               | And Gator Makes Five                         | 27 septembre 2019   | 110        |
| 11 | 11 | NC                                     | You Decide LIVE!                             | 4 octobre 2019      | 122        |
| 12 | 12 | La racine de toutes les peurs          | Root of All Fears                            | 11 octobre 2019     | 112        |
| 13 | 13 | Le prof particulier                    | The Tutor                                    | 18 octobre 2019     | 111        |
| 14 | 14 | Tempête de neige                       | Snow Way Out                                 | 25 octobre 2019     | 118        |
| 15 | 15 | Réunion d'anciens élèves               | Gator's Reunion                              | 1er novembre 2019   | 117        |
| 16 | 16 | Le complot                             | The Big Sneak                                | 15 novembre 2019    | 105        |
| 17 | 17 | Chamailleries en famille               | Family Squabbles                             | 22 novembre 2019    | 114        |
| 18 | 18 | L'Owenfest                             | Owenfest                                     | 29 novembre 2019    | 116        |
| 19 | 19 | Joyeux Noël M. Gooch                   | Merry Christmas, Mr. Gooch                   | 6 décembre 2019     | 120        |
| 20 | 20 | Owen et Blair font leur matinale       | Owen and Blair in the Morning                | 23 février 2020     | 107        |
| 21 | 21 | Le tribunal des élèves                 | The People vs. Blair Bennett                 | 1er mars 2020       | 119        |
| 22 | 22 | Byron & Gator: A l'autre bout du monde | Byron & the Gator: The Far Side of the World | 8 mars 2020         | 121        |

### Saison 2 (2020-2021)
| No | #  | Titre français                                        | Titre original                                   | Diffusion originale | Code prod. |
| -- | -- | ----------------------------------------------------- | ------------------------------------------------ | ------------------- | ---------- |
| 23 | 1  | Grand-père emménage                                   | Grandpa Moves In                                 | 15 mars 2020        | 201        |
| 24 | 2  | La surdouée de la famille                             | The Most Brilliant Blair in the World            | 22 mars 2020        | 202        |
| 25 | 3  | Le coup de maître du grand Joey Coconuts              | The Great Coconuts Caper                         | 29 mars 2020        | 204        |
| 26 | 4  | Grand-père est privé de sortie                        | Grandpa Gets Grounded                            | 5 avril 2020        | 205        |
| 27 | 5  | Les grands-parents sur un petit nuage                 | Grandma & Grandpa Sittin' in a Tree              | 19 avril 2020       | 203        |
| 28 | 6  | Les aliens sont parmi nous                            | Aliens Among Us                                  | 16 octobre 2020     | 211        |
| 29 | 7  | Shayna Pennsylvania                                   | Shayna Pennsylvania                              | 23 octobre 2020     | 206        |
| 30 | 8  | Le gang des super-héros                               | The Preventers Directive                         | 6 novembre 2020     | 208        |
| 31 | 9  | Le gang des super-héros : deuxième et dernier épisode | The Preventers Directive: Part Two: The End Part | 13 novembre 2020    | 209        |
| 32 | 10 | Le nouvel ami d'Owen                                  | Owen's Bromance                                  | 20 novembre 2020    | 207        |
| 33 | 11 | Envie de bébé ?                                       | Maybe Baby                                       | 27 novembre 2020    | 210        |
| 34 | 12 | Le plus beau crime de l'année                         | The Most Wonderful Crime of the Year             | 11 décembre 2020    | 218        |
| 35 | 13 | Des anecdotes imprévisibles                           | Just Reminisce with It!                          | 19 mars 2021        | 212        |
| 36 | 14 | Le monde des sorciers                                 | Warlock World: War of the Warlocks               | 26 mars 2021        | 213        |
| 37 | 15 | Rencontre sportive                                    | A League of Their Own                            | 2 avril 2021        | 214        |
| 38 | 16 | Prenez notre place                                    | The Great Switchy Witchy                         | 9 avril 2021        | 215        |
| 39 | 17 | Le club                                               | In da Club                                       | 16 avril 2021       | 216        |
| 40 | 18 | Le coup de cœur de Blair                              | The Blair Crush Project                          | 23 avril 2021       | 217        |
| 41 | 19 | Blair fait la grève                                   | Blair Bennet - Child Activist                    | 30 avril 2021       | 219        |
| 42 | 20 | Soirée d'épouvante chez les Bennett-Blatt             | Lightning and Lockdown                           | 7 mai 2021          | 220        |
| 43 | 21 | L'histoire d'une rencontre                            | Before the Beginning                             | 14 mai 2021         | 221        |

## Audiences
| Saison | Épisodes | Lancement         | Lancement       | Fin de saison | Fin de saison   |
| Saison | Épisodes | Date de diffusion | Téléspectateurs | Date          | Téléspectateurs |
| ------ | -------- | ----------------- | --------------- | ------------- | --------------- |
| 1      | 22       | 14 juin 2019      | 651 000         | 8 mars 2020   | 231 000         |
| 2      | 21       | 15 mars 2020      | 361 000         | 14 mai 2021   | 274 000         |